# Milwaukee 225 de 2011
O Milwaukee 225 de 2011 foi a sétima corrida da temporada de 2011 da IndyCar Series. A corrida foi disputada no dia 19 de junho no Milwaukee Mile, localizado na cidade de West Allis, Wisconsin. O vencedor foi o escocês Dario Franchitti, da equipe Chip Ganassi Racing.

## Pilotos e Equipes
| Nº | Piloto                 | Equipe                       | Chassis | Motor | Pneu |
| -- | ---------------------- | ---------------------------- | ------- | ----- | ---- |
| 2  | Oriol Servià           | Newman/Haas Racing           | Dallara | Honda | F    |
| 3  | Hélio Castroneves      | Team Penske                  | Dallara | Honda | F    |
| 4  | J. R. Hildebrand (R)   | Panther Racing               | Dallara | Honda | F    |
| 5  | Takuma Sato            | KV Racing Technology - Lotus | Dallara | Honda | F    |
| 6  | Ryan Briscoe           | Team Penske                  | Dallara | Honda | F    |
| 06 | James Hinchcliffe (R)  | Newman/Haas Racing           | Dallara | Honda | F    |
| 7  | Danica Patrick         | Andretti Autosport           | Dallara | Honda | F    |
| 9  | Scott Dixon            | Chip Ganassi Racing          | Dallara | Honda | F    |
| 10 | Dario Franchitti       | Chip Ganassi Racing          | Dallara | Honda | F    |
| 12 | Will Power             | Team Penske                  | Dallara | Honda | F    |
| 14 | Vitor Meira            | A. J. Foyt Enterprises       | Dallara | Honda | F    |
| 18 | James Jakes (R)        | Dale Coyne Racing            | Dallara | Honda | F    |
| 19 | Alex Lloyd             | Dale Coyne Racing            | Dallara | Honda | F    |
| 22 | Justin Wilson          | Dreyer & Reinbold Racing     | Dallara | Honda | F    |
| 24 | Ana Beatriz (R)        | Dreyer & Reinbold Racing     | Dallara | Honda | F    |
| 26 | Marco Andretti         | Andretti Autosport           | Dallara | Honda | F    |
| 27 | Mike Conway            | Andretti Autosport           | Dallara | Honda | F    |
| 28 | Ryan Hunter-Reay       | Andretti Autosport           | Dallara | Honda | F    |
| 34 | Sebastian Saavedra (R) | Conquest Racing              | Dallara | Honda | F    |
| 38 | Graham Rahal           | Chip Ganassi Racing          | Dallara | Honda | F    |
| 59 | E. J. Viso             | KV Racing Technology - Lotus | Dallara | Honda | F    |
| 67 | Ed Carpenter           | Sarah Fisher Racing          | Dallara | Honda | F    |
| 77 | Alex Tagliani          | Sam Schmidt Motorsports      | Dallara | Honda | F    |
| 78 | Simona de Silvestro    | HVM Racing                   | Dallara | Honda | F    |
| 82 | Tony Kanaan            | KV Racing Technology - Lotus | Dallara | Honda | F    |
| 83 | Charlie Kimball (R)    | Chip Ganassi Racing          | Dallara | Honda | F    |

- (R) - Rookie

## Resultados

### Treino classificatório
| 1                          | 10 | Dario Franchitti       | Chip Ganassi Racing          | 21.3826 | 21.3940 | 42.7766   |
| 2                          | 3  | Hélio Castroneves      | Team Penske                  | 21.4447 | 21.5439 | 42.9886   |
| 3                          | 9  | Scott Dixon            | Chip Ganassi Racing          | 21.5733 | 21.5209 | 43.0942   |
| 4                          | 82 | Tony Kanaan            | KV Racing Technology - Lotus | 21.5930 | 21.5563 | 43.1493   |
| 5                          | 5  | Takuma Sato            | KV Racing Technology - Lotus | 21.5753 | 21.5887 | 43.1640   |
| 6                          | 59 | E. J. Viso             | KV Racing Technology - Lotus | 21.5972 | 21.6245 | 43.2217   |
| 7                          | 28 | Ryan Hunter-Reay       | Andretti Autosport           | 21.6160 | 21.6230 | 43.2390   |
| 8                          | 6  | Ryan Briscoe           | Team Penske                  | 21.7097 | 21.6359 | 43.3456   |
| 9                          | 26 | Marco Andretti         | Andretti Autosport           | 21.7101 | 21.6721 | 43.3822   |
| 10                         | 2  | Oriol Servià           | Newman/Haas Racing           | 21.7299 | 21.6873 | 43.4172   |
| 11                         | 24 | Ana Beatriz (R)        | Dreyer & Reinbold Racing     | 21.7992 | 21.7363 | 43.5355   |
| 12                         | 38 | Graham Rahal           | Chip Ganassi Racing          | 21.8105 | 21.7742 | 43.5847   |
| 13                         | 22 | Justin Wilson          | Dreyer & Reinbold Racing     | 21.8213 | 21.7771 | 43.5984   |
| 14                         | 19 | Alex Lloyd             | Dale Coyne Racing            | 21.9259 | 21.7923 | 43.7182   |
| 15                         | 7  | Danica Patrick         | Andretti Autosport           | 21.8693 | 21.9492 | 43.8185   |
| 16                         | 06 | James Hinchcliffe (R)  | Newman/Haas Racing           | 22.0081 | 21.8685 | 43.8766   |
| 17                         | 12 | Will Power             | Team Penske                  | 21.8939 | 22.0645 | 43.9584   |
| 18                         | 4  | J. R. Hildebrand (R)   | Panther Racing               | 22.1071 | 21.8985 | 44.0056   |
| 19                         | 77 | Alex Tagliani          | Sam Schmidt Motorsports      | 22.0526 | 21.9632 | 44.0158   |
| 20                         | 27 | Mike Conway            | Andretti Autosport           | 22.0104 | 22.0108 | 44.0232   |
| 21                         | 83 | Charlie Kimball (R)    | Chip Ganassi Racing          | 22.0871 | 22.0455 | 44.1326   |
| 22                         | 14 | Vitor Meira            | A. J. Foyt Enterprises       | 22.2267 | 21.9637 | 44.1904   |
| 23                         | 18 | James Jakes (R)        | Dale Coyne Racing            | 22.1733 | 22.1676 | 44.3409   |
| 24                         | 34 | Sebastian Saavedra (R) | Conquest Racing              | 22.2381 | 22.2036 | 44.4417   |
| 25                         | 67 | Ed Carpenter           | Sarah Fisher Racing          | 22.3965 | 22.3544 | 44.7509   |
| 26                         | 78 | Simona de Silvestro    | HVM Racing                   | —       | —       | sem tempo |
| Relatório[ligação inativa] |    |                        |                              |         |         |           |

- (R) - Rookie

### Corrida
| Pos                        | Nº | Piloto                 | Equipe                       | Voltas | Tempo        | Largada | Voltas na Liderança | Pontos |
| -------------------------- | -- | ---------------------- | ---------------------------- | ------ | ------------ | ------- | ------------------- | ------ |
| 1                          | 10 | Dario Franchitti       | Chip Ganassi Racing          | 225    | 1:56:43.5877 | 1       | 161                 | 53     |
| 2                          | 38 | Graham Rahal           | Chip Ganassi Racing          | 225    | +1.4271      | 12      | 0                   | 40     |
| 3                          | 2  | Oriol Servia           | Newman/Haas Racing           | 225    | +2.7703      | 10      | 0                   | 35     |
| 4                          | 12 | Will Power             | Team Penske                  | 225    | +3.8756      | 17      | 0                   | 32     |
| 5                          | 7  | Danica Patrick         | Andretti Autosport           | 225    | +4.2289      | 15      | 0                   | 30     |
| 6                          | 06 | James Hinchcliffe (R)  | Newman/Haas Racing           | 225    | +5.2021      | 16      | 0                   | 28     |
| 7                          | 9  | Scott Dixon            | Chip Ganassi Racing          | 225    | +5.7803      | 3       | 0                   | 26     |
| 8                          | 5  | Takuma Sato            | KV Racing Technology - Lotus | 225    | +6.1011      | 5       | 0                   | 24     |
| 9                          | 3  | Hélio Castroneves      | Team Penske                  | 225    | +6.3643      | 2       | 31                  | 22     |
| 10                         | 22 | Justin Wilson          | Dreyer & Reinbold Racing     | 225    | +6.8905      | 13      | 0                   | 20     |
| 11                         | 6  | Ryan Briscoe           | Team Penske                  | 225    | +8.2475      | 8       | 0                   | 19     |
| 12                         | 27 | Mike Conway            | Andretti Autosport           | 225    | +8.9469      | 20      | 0                   | 18     |
| 13                         | 26 | Marco Andretti         | Andretti Autosport           | 225    | +9.8659      | 9       | 0                   | 17     |
| 14                         | 83 | Charlie Kimball (R)    | Chip Ganassi Racing          | 224    | +1 volta     | 21      | 0                   | 16     |
| 15                         | 18 | James Jakes (R)        | Dale Coyne Racing            | 223    | +2 voltas    | 23      | 0                   | 15     |
| 16                         | 67 | Ed Carpenter           | Sarah Fisher Racing          | 223    | +2 voltas    | 25      | 0                   | 14     |
| 17                         | 24 | Ana Beatriz (R)        | Dreyer & Reinbold Racing     | 222    | +3 voltas    | 11      | 0                   | 13     |
| 18                         | 77 | Alex Tagliani          | Sam Schmidt Motorsports      | 196    | +29 voltas   | 19      | 0                   | 12     |
| 19                         | 82 | Tony Kanaan            | KV Racing Technology - Lotus | 194    | Contato      | 4       | 33                  | 12     |
| 20                         | 59 | E. J. Viso             | KV Racing Technology - Lotus | 163    | Contato      | 6       | 0                   | 12     |
| 21                         | 4  | J. R. Hildebrand (R)   | Panther Racing               | 120    | Contato      | 18      | 0                   | 12     |
| 22                         | 19 | Alex Lloyd             | Dale Coyne Racing            | 79     | Contato      | 14      | 0                   | 12     |
| 23                         | 34 | Sebastian Saavedra (R) | Conquest Racing              | 78     | Contato      | 24      | 0                   | 12     |
| 24                         | 14 | Vitor Meira            | A. J. Foyt Enterprises       | 69     | Mecânico     | 22      | 0                   | 10     |
| 25                         | 78 | Simona de Silvestro    | HVM Racing                   | 11     | Abandonou    | 26      | 0                   | 10     |
| 26                         | 28 | Ryan Hunter-Reay       | Andretti Autosport           | 0      | Contato      | 7       | 0                   | 10     |
| Relatório[ligação inativa] |    |                        |                              |        |              |         |                     |        |

- (R) - Rookie

## Tabela do campeonato após a corrida
Observe que somente as dez primeiras posições estão incluídas na tabela.
| Pos | Var     | Piloto           | Pontos |
| --- | ------- | ---------------- | ------ |
| 1   | Estável | Will Power       | 271    |
| 2   | Estável | Dario Franchitti | 271    |
| 3   | Aumento | Oriol Servià     | 200    |
| 4   | Baixa   | Scott Dixon      | 195    |
| 5   | Aumento | Graham Rahal     | 176    |

| Pos | Var     | Piloto         | Pontos |
| --- | ------- | -------------- | ------ |
| 6   | Baixa   | Tony Kanaan    | 171    |
| 7   | Baixa   | Ryan Briscoe   | 165    |
| 8   | Estável | Alex Tagliani  | 147    |
| 9   | Aumento | Takuma Sato    | 142    |
| 10  | Aumento | Danica Patrick | 141    |